# SpaceX CRS-28
SpaceX CRS-28 – bezzałogowa misja zaopatrzeniowa statku kosmicznego Cargo Dragon należącego do amerykańskiej firmy SpaceX wystrzelona 5 czerwca 2023 roku w ramach kontraktu Commercial Resupply Services finansowanego przez NASA.

## Przebieg misji
Misja CRS-28 miała pierwotnie wystartować 4 czerwca 2023 roku o godzinie 16:12 UTC, jednak odliczanie zostało zatrzymane, a SpaceX anulowało misję i przełożyło ją na następny dzień z powodu silnych wiatrów. Rakieta Falcon 9 i statek kosmiczny Cargo Dragon wystartowały 5 czerwca 2023 roku o godzinie 15:47 UTCz kompleksu startowego 39 znajdującego się na terenie Centrum Kosmicznego Johna F. Kennedy’ego.
Statek Cargo Dragon zadokował do modułu Harmony znajdującego się na Międzynarodowej Stacji Kosmicznej 6 czerwca, o godzinie 09:54 UTC.
7 czerwca SpaceX ogłosiło na Twitterze, że poprzedniego dnia wszystkie statki kosmiczne Dragon 2 ogółem  zgromadzili ponad 1324 dni na orbicie okołoziemskiej, przewyższając całkowity czas spędzony w kosmosie przez wahadłowce kosmiczne z programu Space Transportation System realizowanego przez NASA. SpaceX poinformowało również, że misja CRS-28 była 38. misją zaopatrzeniową Międzynarodowej Stacji Kosmicznej, co przewyższa 37 misji zaopatrzeniowych wahadłowców kosmicznych.

## Ładunek
NASA zakontraktowała misję CRS-28 i w związku z tym określiła główny ładunek, który musiał zostać przetransportowany na pokład Międzynarodowej Stacji Kosmicznej.
Misja SpaceX CRS-28 przetransportowała ponad 1900 kilogramów ładunku na Międzynarodową Stację Kosmiczną.
- Eksperymenty naukowe: 266 kilogramów
- Osprzęt pojazdu: 491 kilogramów
- Zapasy dla załogi: 1098 kilogramów
- Sprzęt do spacerów kosmicznych: 48 kilogramów
- Zasoby komputerowe: 4 kilogramy

Na pokład Międzynarodowej Stacji Kosmicznej przetransportowano także trzecią parę nowych paneli słonecznych ISS Roll Out Solar Array (w skrócie iROSA). Instalacja nowych paneli słonecznych wymagała  dwóch spacerów kosmicznych: jednego w celu przygotowania miejsca, a drugiego w celu zainstalowania nowych paneli.